# Rue Gambetta (Malakoff, Hauts-de-Seine)
Pour les articles homonymes, voir Rue Gambetta.
La rue Gambetta est une voie de communication de Malakoff.

## Situation et accès

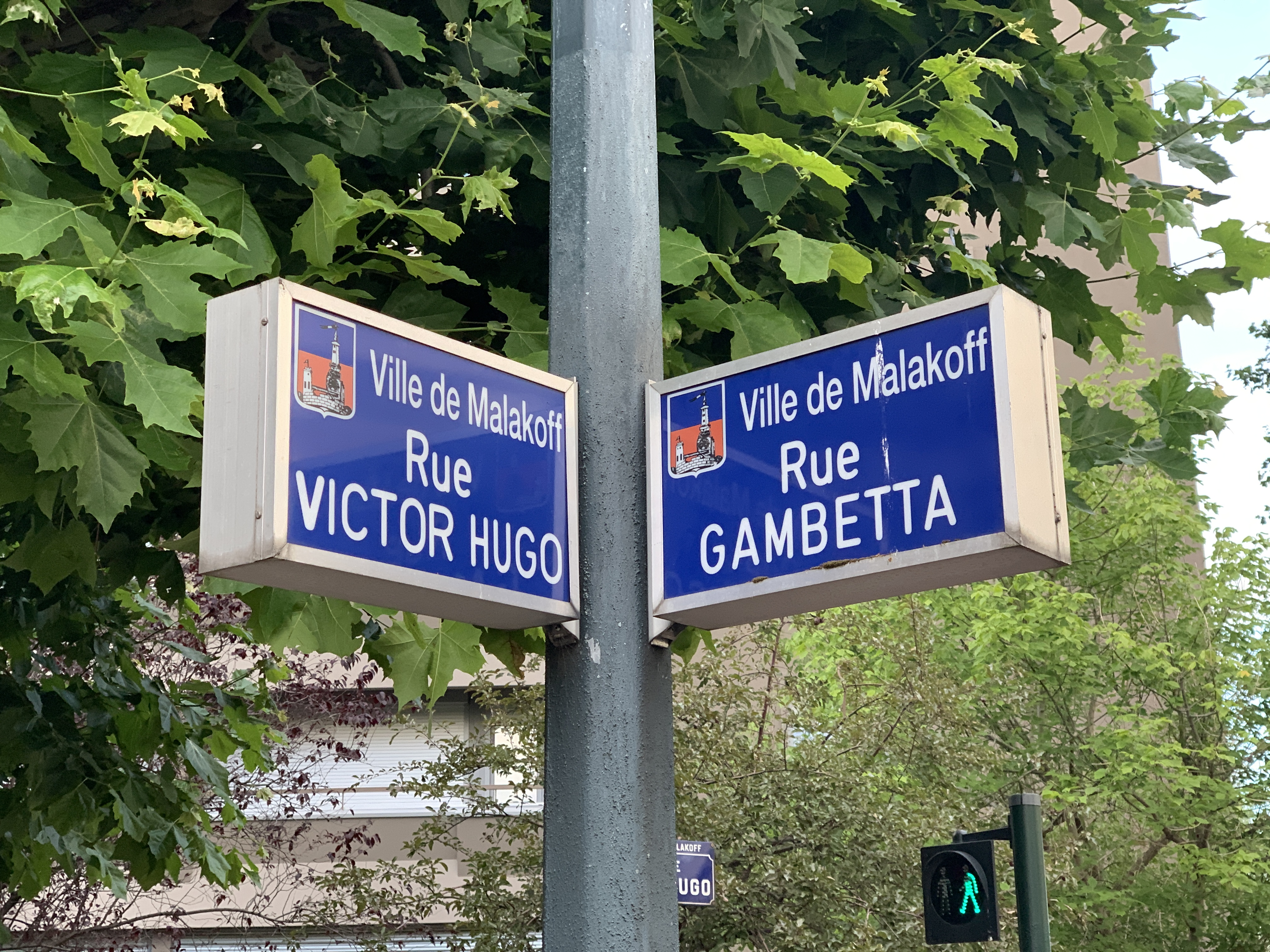
Plaques de la rue Victor-Hugo et de la rue Gambetta, juin 2020.

Orientée nord-ouest-sud-est, cette voie limitrophe de Paris commençant son tracé au carrefour de la rue de la Tour, rencontre notamment la rue Victor-Hugo et la rue Chauvelot, du nom d'un promoteur immobilier qui possédait les terrains alentour.
Elle se trouve dans la vicinité de la station de métro Malakoff - Plateau de Vanves sur la ligne 13 du métro de Paris.

## Origine du nom

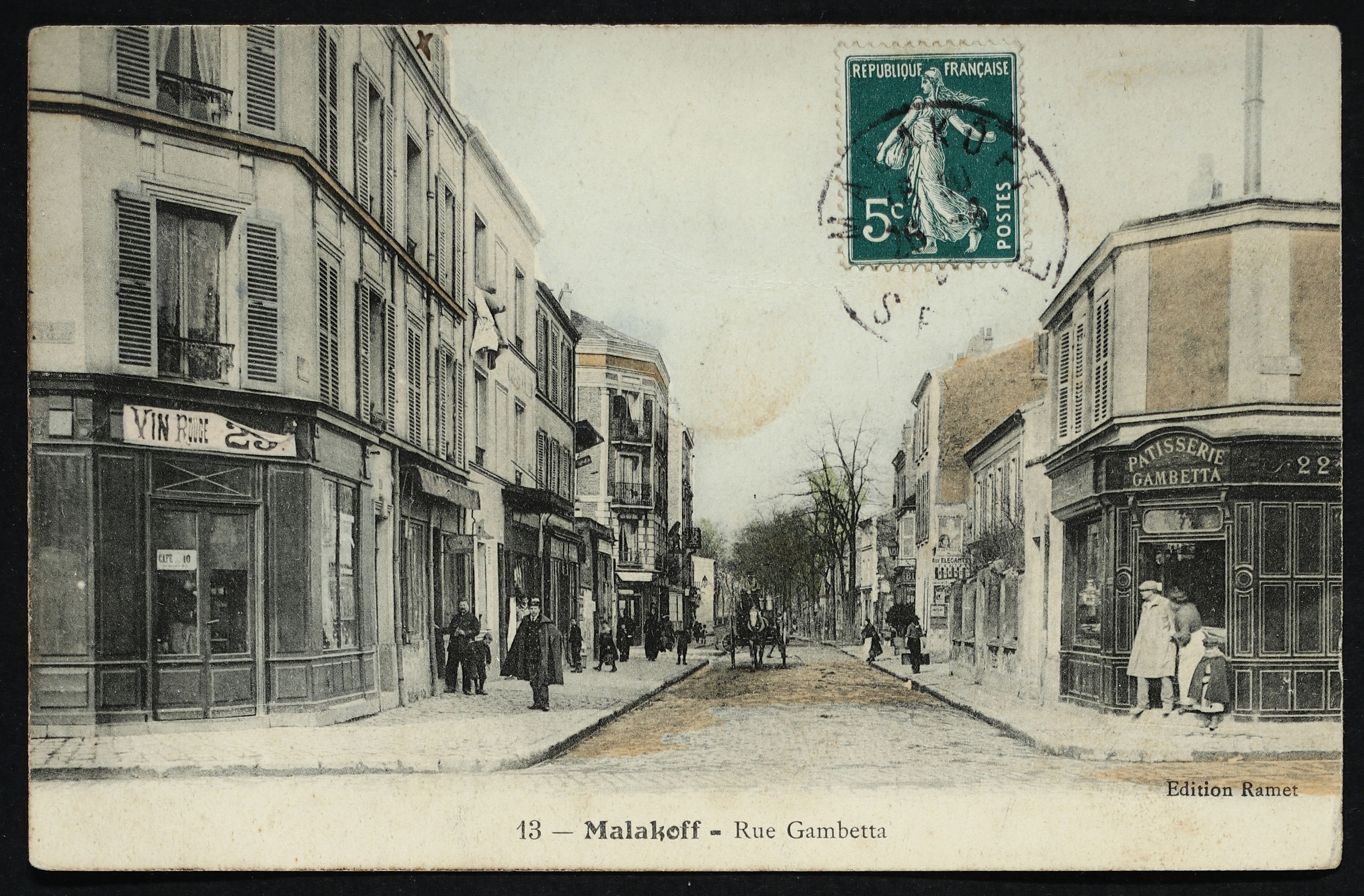
Malakoff - Rue Gambetta.

À la suite d'une délibération du conseil municipal du 7 juin 1885, cette rue a été renommée en hommage à Léon Gambetta (1838-1882), homme politique, membre du gouvernement de la défense nationale en 1870, président du Conseil.

## Historique

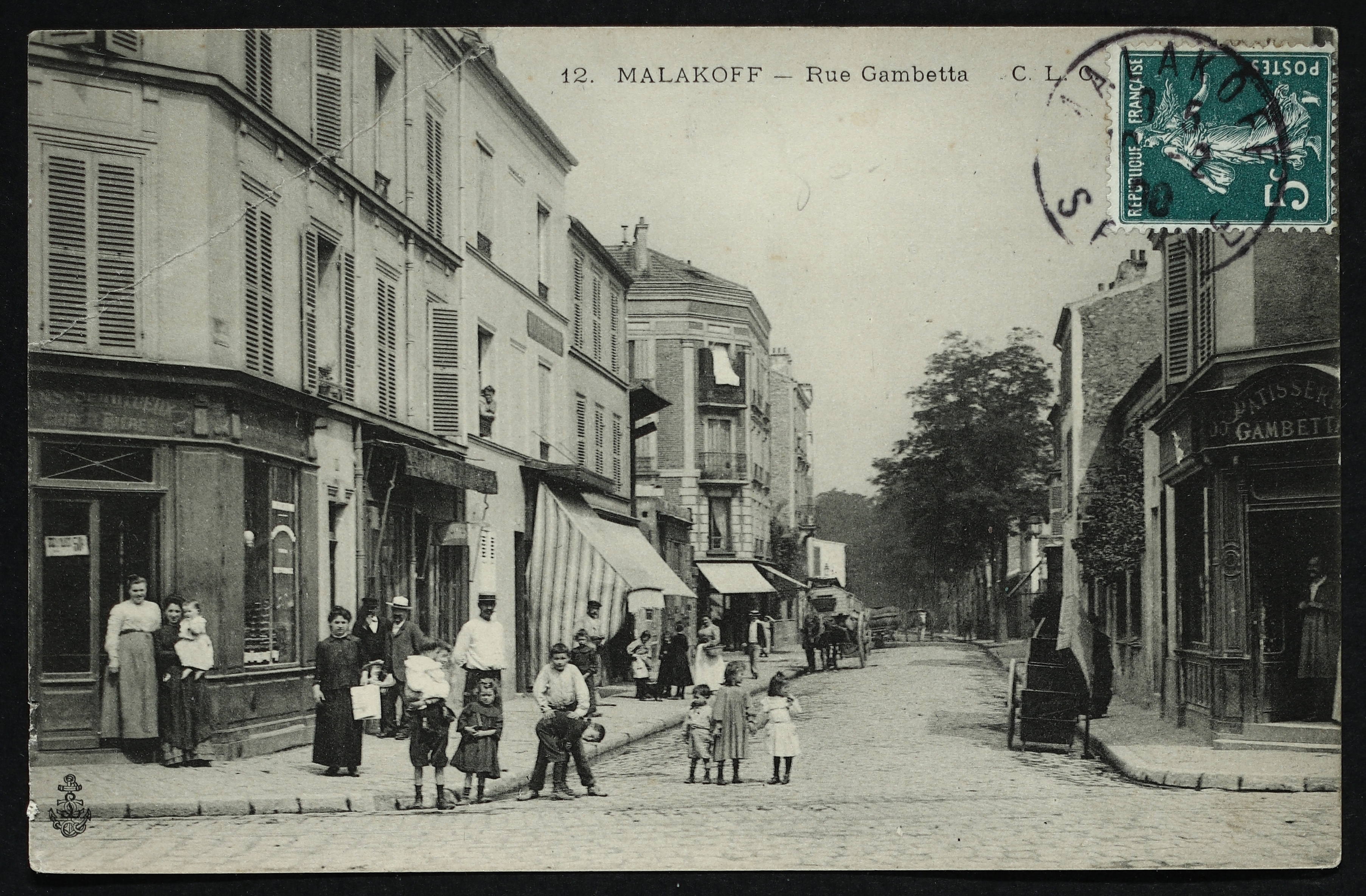
Carte postale - Malakoff - Rue Gambetta - Vers 1900.

Cette voie se trouvait sur un lotissement nommé Nouvelle-Californie et était appelée route des Plâtras. Son promoteur Alexandre Chauvelot la nomma rue de San-Francisco.
Elle prit en 1871 le nom de rue Dupont, du nom de Jean-Baptiste Edouard Dupont, élu plusieurs fois maire de Vanves, commune voisine dont est issue Malakoff.
Le 11 avril 1918, pendant les bombardements de Paris et de sa banlieue durant la Première Guerre mondiale, un projectile tombé sur une guinguette fait cinq morts et huit blessés.
En 1971, elle est représentée dans une série photographique d'Eustachy Kossakowski intitulée 6 mètres avant Paris.

## Bâtiments remarquables et lieux de mémoire
- Immeuble de grande hauteur au no 5, construit en 1965, et aujourd'hui réhabilité[4],[5].
- Au no 31 habitait et est décédé Joseph Malet (1873-1946), sculpteur.
- Immeuble de grande hauteur au no 34, élevé dans les années 1970[6],[7].

- Square du Sentier-du-Tir.